# Marie Darline Exumé
Marie Darline Exumé, née le 2 novembre 1991 à Jacmel, est une mannequin haïtienne et top model international.

## Biographie

### Enfance
Marie Darline Exumé, fille cadette de sa famille, est née le 2 novembre 1991, à Haïti, dans la ville de Jacmel. Elle a passé une partie de son adolescence à Port-au-Prince.
En 2011, elle est entrée à l'université Quisqueya (Port-au-Prince) où elle a étudié la médecine. Elle a fait son internat à l'hôpital universitaire Justinien du Cap-Haïtien.

### Parcours de mannequin
En 2010, Darline Exumé est sacrée première dauphine au concours de beauté Miss Adriana qui a lieu dans la ville de Jacmel. L'année suivante, elle s'est classée deuxième Dauphine au concours Miss Haïti Univers, tenu à Port-au-Prince. Deux ans plus tard, à la Jamaïque, elle représente Haïti à Miss Global International. Elle remporte le titre de troisième dauphine et est en plus distinguée par le prix meilleur sourire. En 2014, Elle représente Haïti en Italie, à Miss Progress International où elle remporte le prix de première dauphine,. La même année, elle est parmi les dix finalistes de Miss United Continent qui se déroule en Équateur. Elle est la seule Noire à prendre part à cette compétition internationale de Miss qui réunit quarante pays. En 2015, elle met officiellement un terme à sa carrière de miss, à la suite de sa participation à Miss Grand International qui s'était tenue en Thaïlande.

### Actions dans le social
Marie Darline Exumé a fondé en 2015, avec des camarades d'université, We Care Foundation, une fondation caritative qui mène des actions philanthropiques en faveur des enfants et des personnes âgées vulnérables.